# Шереметев, Михаил Борисович
Граф Михаил Борисович Шереметев (1 сентября 1672 — 23 сентября 1714, Киев) — русский генерал-майор из графской ветви рода Шереметевых.

## Биография
Михаил Борисович Шереметев был старшим сыном и вторым ребёнком комнатного стольника (будущего генерал-фельдмаршала и первого русского графа) Бориса Петровича Шереметева и его первой супруги Евдокии Алексеевны, урождённой Чириковой. Имел двух сестёр: Софью (1671—1694), которая была замужем за князем Семёном Никитичем Урусовым, и Анну (1673—1732), ставшую супругой графа Ивана Фёдоровича Головина.
Службу начал комнатным стольником. Принимал участие в Крымских походах и Северной войне. В сентябре 1701 года Михаил Шереметев участвовал в операции под командованием своего отца. Он руководил крупным отрядом свыше одиннадцати тысяч человек, который был нацелен на Ряпшинскую мызу. В ходе боя шведы потеряли 300 человек убитыми, 2 пушки, свыше 100 фузей. Русские потери составили 9 человек. После Нарвской конфузии это была первая победа над шведами. В Печорском монастыре была организована торжественная встреча. Секретарь австрийского посольства Иоганн Георг Корб писал в «Дневнике путешествий в Московию 1698 и 1699»: «Наперед везли полон, за полоном везли знамёна, за знамёнами пушки, за пушками ехали полки, за полками ехал он, Михайла Борисович. А в то время у Печерского монастыря на всех раскатах и на башнях распущены были знамёна, также и во всех полках около Печерского монастыря, и на радости была стрельба пушечная по раскатам и по всем полкам, также из мелкого ружья».15 июля 1704 года по указу Петра I майор Шереметев под городом Дерптом принял командование Астраханским полком у подполковника П. П. Гасениуса. 29 июня 1706 года произведён в полковники.

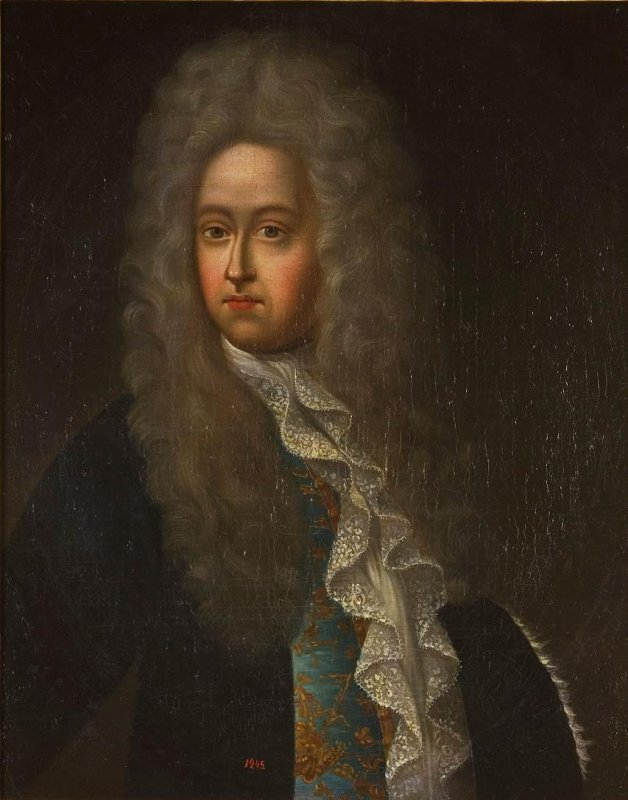
Портрет сер. XVIII в.

12 июля 1711 года после неудачного для русской армии Прутского похода Михаил Шереметев вместе с бароном П. П. Шафировым подписали мирный трактат. Им же предстояло стать аманатами, то есть заложниками турецкого султана, гарантирующими выполнение условий мирного договора. Михаил Борисович был пожалован чином генерал-майора, получил жалование на год вперёд и портрет царя, усыпанный бриллиантами, стоимостью тысяча рублей. Условия содержания были тяжелейшими. Шафиров писал графу Шереметеву: «Султан посадил нас в ноябре месяце в эдикуль (темницу), где мы и доныне обретаемся с сыном вашим Михаилом Борисовичем, и живем с великой нуждой, имея свет только сверху сквозь решетку, и терпим от тесноты и от смрада великую нужду. Если война продолжится, в таком случае мы в сем своем бедственном заключении принуждены будем помереть».
После длительных переговоров заложники были освобождены, но здоровье Шереметева было сильно подорвано, его настигла тяжелая психическая болезнь. Ещё в декабре 1711 года секретарь английского посольства в Москве Вейсброд писал, что молодой Шереметев помешался, с ним случаются припадки бешенства.
По дороге домой Шереметев скончался в Киеве и был погребён в Печерской обители. Кончина старшего сына стала тяжёлым ударом для Б. П. Шереметева. Фельдмаршал писал Фёдору Матвеевичу Апраксину 7 октября 1714 года: «При сей оказии вашему высокографскому сиятельству, за самою моею несносную и претяжкою сердечною болезнью, что донести не имею ничего, кроме того, что при старости моей сущее несчастие постигло, ибо соизволением Всевышнего сын мой Михайло умре в пути от Измаилова к Бендеру сентября 23 числа… Едва дыхание во мне содержится, и зело опасаются, дабы внезапно меня грешника смерть не постигла, понеже все мои составы ослабели и владети не могу.»

## Брак и дети
В 1694 году женился на Евдокии (Авдотье) Григорьевне Нарышкиной (1675—1739), дочери боярина Григория Филимоновича Нарышкина (умер в 1705 году) и Матрёны Степановны Гурьевой. Отец невесты приходился двоюродным дядей царице Наталье Кирилловне.
В браке родились дети:
- Алексей (1694—1734) — женат на Марии Андреевне Нарышкиной (ум.1734)
- Марфа (1700—1782) — супруга Алексея Михайловича Долгорукого (ум.1725)
- Екатерина (1707—1769) — супруга генерал-майора Михаила Петровича Салтыкова (ум.1750)
- Александра (1710—1750) — супруга графа Фёдора Андреевича Апраксина (1703—1754)

Внуки Михаила Борисовича стали основателями старшей графской ветви рода Шереметевых.